# Aposthonia borneensis
Aposthonia borneensis är en insektsart som först beskrevs av Hagen 1885.  Aposthonia borneensis ingår i släktet Aposthonia och familjen Oligotomidae. Inga underarter finns listade i Catalogue of Life.